# Лехский дворец
Лехский дворец — дворец в городе Лех, бывшей столице гималайского царства Ладакх. По конструкции сходен с дворцом Потала в Лхасе, Тибет.

## История
Дворец построил царь Сэнге Намгьял в 17 веке. Скорее всего, возводить дворец на этой горе начал Джамьян Намгьял, но после его смерти, его сын Сэнге Намгьял приказал строить дворец на другой стороне горы, «подобной слоновьей голове». Царь планировал поселить в нём себя, семью, своих министров и 60 старейшин. Через три года дворец был закончен. Царю он понравился, но (по легенде), он приказал отрубить правую руку главного каменщика, чтобы тот не создал дворца лучше. В середине 19-века догры Зоравара Сигха вторглись в Ладакх и царская семья покинула дворец, перебравшись в Сток, где издавна находилась летняя резиденция.

## Описание
В Лехском дворце 9 этажей; верхние этажи были резиденцией царя и его семьи, два маленьких храма, тронный зал, приёмная, комнаты для религиозных обрядов. На нижних были склады и конюшни. На 4-м этаже был создан ложный «внутренний двор» (катог ченмо) для особых собраний обитателей дворца, для общественных или культурных мероприятий. Вход (главный церемониальный вход) был на северной стороне и вёл он на 3-й этаж, его украшали огромные колонны со Снежными львами. Слуги жили в маленьких комнатах на 1-3 этажах. От входа лестница вела во внутренний двор 4-го этажа. Недалеко от лестницы, в северо-восточном углу, также находился маленький храм для царской семьи (Дуккар Лхакханг). 5-й и 6-й этажи предназначались для Зала приёмов и собраний (такчен) и комнат царской семьи, на этом уровне находились и балконы (сейчас эти этажи закрыты). Джанга симджунг — тронный зал был на 7-м этаже, там же храм «Сангьелинг Лахакханг» и комната царя (шарги симджунг), обращённая к востоку. На 8-м этаже было несколько комнат неясного предназначения, на 9-м этаже был храм. Интерьеры дворца практически уничтожены, но на 4-м этаже сохранились храмовые изображения тысячерукой Тары, Шакьямуни, Падмасамбхавы, сохранилось 103 тома Канджура, в зале приёмов и тронном зале уцелели украшения стен и колонн.

## Состояние
Сегодня дворец стал разрушаться, но Археологическое управление Индии занялось его реконструкцией. Дворец открыт для посещения. С его крыши открывается отличный вид на город и окрестности. Гора Сток Кангри в Занскарских горах видна с крыши дворца. Монахи из Ладакхских монастырей каждый год проводят во дворце церемонию Домоче с молитвами и священными танцами лам из Туктука.

## Посещение
Летом дворец открыт с 07:00 до 09:30, иногда с 15:00 до 18:00. Если найти ламу-смотрителя с ключами, то он может пустить в дворцовый храм, показать пятый этаж, комнаты с тханками и старым оружием.
Рядом с дворцом находится Намгьял Цемо Гомпа и другие религиозные постройки.
|  |